# Мадоленимв
Мадоленимв (англ. Madolenihmw) — одно из административных подразделений микронезийского острова Понпеи. Он расположен в центральной восточной части острова, к востоку от горы Нана-Лауд и к югу от горы Капвурисо. Побережье Мадоленимв включает в себя большой залив, в котором находится остров Темвен, известный своими руинами Нан-Мадол.